# Le Trachinie
Le Trachinie (in greco antico Tραχίνιαι / Trachìniai) è una tragedia di Sofocle, la cui data di prima rappresentazione è incerta. Insieme ad Antigone ed Aiace, fa parte del gruppo più antico delle tragedie conosciute di Sofocle e tratta l'episodio finale della celebre saga di Eracle: la morte dell'eroe, procuratagli dalla moglie Deianira attraverso una tunica trattata col sangue del centauro Nesso.

## Trama
La scena è ambientata a Trachis (da cui il titolo della tragedia, che indica le donne che formano il coro), la cittadina della Tessaglia dove dimora Eracle insieme alla moglie Deianira e ai figli, ospiti presso il re Ceice.
In realtà, Eracle è impegnato nel compimento delle sue fatiche e manca da casa da molto tempo. Deianira, preoccupata per la lunga assenza del marito, invia il figlio Illo a cercarlo. Poco dopo la partenza del giovane, però, giunge un messaggero che annuncia il ritorno di Eracle, confermato dall'arrivo dell'araldo ufficiale Lica, che rassicura sulla salvezza del signore, momentaneamente fermo fuori città per onorare gli dei con dei sacrifici, e introduce un gruppo di prigioniere di guerra dell'Ecalia. Tra le prigioniere c'è anche la bellissima Iole, figlia del re di Ecalia, Eurito. Deianira, impietosita alla vista della giovane, decide di accoglierla a palazzo. Il messaggero però rivela a Deianira che non solo Eracle si era invaghito di Iole, ma anche che aveva espugnato Ecalia soltanto per averla, e ora intende introdurla in casa come concubina.
Deianira non prova rancore né per il marito, che ha ceduto alla bellezza giovanile di Iole, né per Iole stessa, perché costretta a seguire Eracle, ma è ferita e desiderosa di riconquistare l'amore di Eracle. Decide così di mandare a Eracle una tunica trattata col sangue del centauro Nesso, il quale in gioventù aveva tentato di sedurla e che il suo novello sposo Eracle aveva ucciso. Morendo Nesso le aveva detto che il sangue avrebbe sortito l'effetto di filtro d'amore, garantendole l'amore di Eracle per sempre.
Dopo la partenza di Lica, però, Deianira ha un cattivo presagio. Ha visto infatti il bioccolo di lana con cui aveva tinto del filtro la tunica inviata a Eracle polverizzarsi una volta esposto al sole. Solo tardi Deianira si accorge dell'inganno: i presagi vengono confermati poco dopo con l'arrivo di Illo, che, inveendo contro la madre, racconta come Eracle, indossata la tunica, si fosse avvicinato alla pira dei sacrifici e improvvisamente il sangue avvelenato si era rappreso per il calore e la tunica si era attaccata alla pelle, che si staccava a brandelli; per la rabbia Eracle aveva scagliato Lica contro una scogliera, uccidendolo.
In preda al dolore, Deianira si uccide. Poco dopo giunge Eracle, trasportato su una lettiga, con l'intenzione di vendicarsi sulla moglie, pensando che avesse tentato di ucciderlo intenzionalmente. A Eracle è però negata la vendetta e non gli rimane che predisporre la sua morte: ordina al figlio di farsi portare su una collina e di costruire lì un rogo. Dopodiché vi si fa porre sopra, facendo promettere al figlio che sposerà Iole.

## Commento

### Il fraintendimento
Tema portante della tragedia è il fraintendimento e l'ingannabilità che coinvolge tutte le cose del reale, che non sono mai come appaiono. Il fraintendimento delle parole di Nesso causa una sofferenza ingiustificata e immotivata, in cui è assente la giustizia divina e che vede i personaggi soli ad affrontarla. La solitudine, che è un tratto che caratterizza tutti gli eroi sofoclei di fronte al loro dolore, è accentuata nel personaggio di Deianira, che per tutta la vita si è sentita abbandonata. Troppo presto e troppo violentemente è avvenuto per lei l'ingresso nel mondo adulto, così come per il figlio Illo e per Iole. Gli dèi, come afferma Illo nell'esodo, stanno a guardare dall'alto le sofferenze umane con indifferenza.

### Composizione
L'opera è un esempio di tragedia a dittico, divisa in una prima metà incentrata sul dramma di Deianira e una seconda metà che si interessa di quello di Eracle. La morte di Deianira segna la cesura fra le due parti e fa sì che i due personaggi non si incontrino mai sulla scena. Il protagonista, ovvero il primo attore, doveva impersonare entrambi, dando prova di grandissime doti recitative.
Il personaggio di Iole è un kofon prosopon, un personaggio muto, che nell'arco di tutta la tragedia non pronuncia una sola parola, pur rivestendo un grande peso nello sviluppo degli eventi. Le limitazioni strutturali del teatro greco antico impedivano che un quarto attore potesse ottenere una parte recitata (gli attori, ai tempi di Sofocle, si arrestavano a tre), ma Sofocle è abilissimo a trasformare un vincolo in una soluzione drammaturgica plausibile: il silenzio di Iole viene giustificato dalla sua disperazione.
Come sempre accade nel teatro antico, la morte dei due personaggi non viene rappresentata direttamente in scena. Quella di Deianira avviene all'interno del palazzo ed è riferita al coro dalla Nutrice, quella di Eracle avviene fuori città.
Particolarmente patetico è il racconto del suicidio di Deianira, che non avviene per impiccagione come di consueto nella tragedia greca per i suicidi femminili, ma trafiggendosi su un fianco con una spada. La nutrice descrive gli ultimi momenti della donna: piangendo, vaga per la casa toccando gli oggetti, dando l'estremo saluto al suo microcosmo femminile domestico; poi si stende sul letto di Eracle, come per dare l'addio al simbolo estremo della sua femminilità; lì si spoglia delle vesti e conficca la lama nel fianco. Nel frattempo sopraggiunge il figlio Illo, che la Nutrice era corsa a chiamare e al quale ha rivelato le buone intenzioni e l'errore della madre. Questi, disperato, si stende sul letto a fianco alla madre per piangerla. L'atto doveva sicuramente colpire fortemente il pubblico dell'epoca, per il quale il letto del padre era considerato intoccabile, per di più Illo è abbracciato alla madre nuda e imbrattata di sangue e l'ambiguità della scena è rimarcata dal doppio vocabolario utilizzato da Sofocle, che può essere facilmente letto anche con un significato sessuale. Sofocle organizza visivamente la scena in modo tale che Illo si fonda con la madre come al momento del parto.
Il momento in cui Illo sale sul letto di Eracle corrisponde alla sua iniziazione all'età adulta: simbolicamente egli assume uno status sessuale e si sostituisce al padre. Dopo questo episodio, infatti, verrà trattato da Eracle come un adulto e la sostituzione al capo di famiglia è rimarcata dalla volontà di Eracle affinché sposi Iole. Per Illo la morte traumatica di entrambi i genitori rappresenta l'uscita dallo stato di spensierata fanciullezza e l'entrata in un mondo di gravose responsabilità. Egli non vorrebbe né portare il padre sulla pira né sposare Iole, che definisce la causa della catastrofe abbattutasi sulla sua famiglia, ma è costretto a questi doveri.

### Differenze rispetto al mito
Sofocle riprende una storia molto nota, modificandola tuttavia in alcuni particolari rispetto alla versione tradizionale: nel mito, Deianira appare come una donna fortemente gelosa e vendicativa nei confronti del marito, al quale manderà la tunica intrisa col sangue di Nesso ben consapevole della sua azione; Sofocle invece smorza, quasi minimizza questo lato del carattere della donna, facendone invece una moglie innocente e devota al marito, che solo tardi si accorgerà dell'imprudenza della sua azione e, di conseguenza, del terribile inganno tesole da Nesso.
Un secondo particolare modificato rispetto alla versione tradizionale, in cui la tunica era trattata non solo col sangue, ma anche col seme di Nesso, è che in Sofocle il filtro è composto del solo sangue del centauro.
Importantissima è la mancata menzione all'apoteosi finale che interessa il personaggio di Eracle, il quale viene assunto all'Olimpo come dio. Sulla scena, invece, la morte è presentata in una dimensione di cupa disperazione, senza lo sbocco liberatorio che la sola allusione all'apoteosi avrebbe comportato.
Sofocle, dunque, rielabora in modo originale la vicenda da cui trae ispirazione, non accogliendola freddamente e passivamente. Quest'ultima è una caratteristica costante del teatro di Sofocle.

### Personaggi

#### Deianira
Deianira è la figlia di Oineo, re di Calidone, e di Altea. In gioventù era desiderata dal dio fluviale Acheloo, un mostro dalla forma cangiante che lei aborriva. Il passaggio dall'età spensierata di fanciulla a quello di donna e moglie attraverso la sessualità rappresenta per lei un momento spaventoso. Come lei stessa dice: «Nell'attesa di un tale pretendente, io, infelice, m'auguravo sempre di morire, prima di dovermi accostare al suo letto» (15-17). A salvarla dall'Acheloo è Eracle, che sconfigge il mostro in combattimento e prende in moglie la fanciulla. Deianira è costretta ad abbandonare la sua famiglia e segue lo sposo verso la sua nuova dimora. Durante il viaggio, dovendo attraversare un corso d'acqua, Eracle pone Deianira in groppa al centauro Nesso perché la traghetti sull'altra sponda, mentre lui decide di precederli a nuoto. Nesso tenta di insidiare Deianira, ma, sentendone le grida, Eracle lo colpisce a morte con una delle sue frecce avvelenate. Ancora una volta, la femminilità si rivela per Deianira un fardello. Una volta sposa, non cesserà per lei la fatica di essere donna: vive nell'ansia costante che succeda qualcosa al marito o ai figli e soffre l'assenza di Eracle, perennemente lontano per compiere le sue fatiche.
Sempre chiusa fra le mura domestiche, Deianira si sente sola e abbandonata. È un personaggio insicuro, sempre bisognoso dell'appoggio delle donne del coro, al quale chiede sempre conferma e riscontro delle sue parole e azioni. È una donna ingenua, senza personalità, che agisce con impulsività, ma buona e comprensiva. Alla vista delle prigioniere non ha l'atteggiamento superbo che una padrona potrebbe mostrare nei confronti delle schiave, ma è compassionevole e mossa a pietà soprattutto da Iole. Con questa instaura una profonda empatia: capisce che la bellezza di Iole è stata causa della sua distruzione, che la sessualità è irrotta in modo violento nella sua vita, strappandole la fanciullezza, lo status di principessa, la sua famiglia e la sua terra. Le è facile riconoscere nella giovane principessa se stessa.
Deianira tenta di trovare una soluzione alla sua sofferenza d'amore in modo avventato, benché non sia affatto una donna irrazionale; dimostra invece una lucida consapevolezza dei moduli propri del conoscere: la vera conoscenza è la pistis, che supera il dokein, l'opinare, attraverso la peira, l'esperienza. Peccato che l'esperienza segnerà il corso degli eventi in modo tragicamente irreversibile, inducendola alla disperazione più totale.
Resasi conto dell'azione compiuta, Deianira piange di essere rimasta sola, abbandonata al suo destino. Tale è la sua disperazione che non prova neanche a difendersi dalle accuse di Illo, che la crede assassina volontaria di Eracle. Entra nel palazzo senza argomentare le sue ragioni e lascia definitivamente la scena in silenzio. Questo espediente scenico rimarca il parallelismo già instaurato con Iole: come lei entra tacendo, Deianira esce tacendo.

#### Eracle
Il personaggio di Eracle è presentato come impetuoso e aggressivo, che arriva nella vita di due donne, Iole e Deianira, strappandole prepotentemente alla loro casa e causandone la sofferenza. La sua irruenza e violenza è evidente nella reazione alla scoperta di essere stato avvelenato, quando afferra Lica e lo scaglia sulle rocce, fracassandogli il cranio. Eracle è il personaggio del totale imperio, che agisce senza aspettare le motivazioni degli altri e non tiene conto nelle sue decisioni di altri che se stesso.
Il suo ingresso in scena non ha niente di trionfale, entra sofferente portato su una lettiga. Il gran distruttore di mostri e realizzatore di grandi imprese arriva sulla scena non avendo più nulla da compiere. Anche la vendetta sulla moglie, che crede volontariamente colpevole, gli è negata, perché lei si è già suicidata. L'unica cosa che gli resta da fare è predisporre la sua morte. Nel dare istruzioni mantiene il suo atteggiamento imperioso e intransigente di fronte al figlio Illo, che non vorrebbe esaudire le sue richieste. Eracle non accetta altre ragioni e costringe il figlio all'obbedienza, senza mai dimostrare amore filiale. Ciò è in linea con quell'atteggiamento distante che Deianira aveva già messo in luce nel prologo: «Abbiamo avuto dei figli; ma egli li vede una volta ogni tanto, come un contadino che possegga un terreno fuori mano, e lo visiti solo quando lo semina e lo miete» (31-35).
Sofocle lo fa apparire talmente odioso che nega qualsiasi empatia con la sua atroce sofferenza.
Alla sua morte non si fa accenno dell'apoteosi che miticamente investe il personaggio, così la liberazione dalle fatiche non è l'Olimpo, ma la morte.

## Adattamenti
Trasposizioni operistiche:
- L'Ercole amante di Francesco Cavalli
- Hercules di Georg Friedrich Händel

### Edizioni italiane
- Le vergini trachinie, traduzione di Giuseppina Lombardo Radice, Torino, Einaudi, 1943. - Col titolo Le trachinie, a cura di Carlo Carena, Collezione di teatro n° 219, Einaudi, 1978.
- Aiace - Trachinie, traduzione di Umberto Albini, Vico Faggi, Milano, Mondadori, 1991.
- Aiace - Elettra - Trachinie - Filottete, traduzione di E. Savino, Milano, Garzanti, 1991.
- Le Trachinie, traduzione di G. Scarpa, Avia Pervia, 1997.